# Cleveland Browns 1962
La stagione 1962 dei Cleveland Browns è stata la 13ª della franchigia nella National Football League, la 17ª complessiva. La squadra terminò con un record di 7-6-1, terza nella NFL Eastern Conference. 

## Calendario
| Stagione regolare |              |                        |           |          |
| Turno             | Data         | Avversario             | Risultato | Pubblico |
| 1                 | 16 settembre | New York Giants        | V 17–7    | 81,115   |
| 2                 | 23 settembre | Washington Redskins    | S 16–17   | 57,491   |
| 3                 | 30 settembre | at Philadelphia Eagles | S 7–35    | 60,671   |
| 4                 | 7 ottobre    | Dallas Cowboys         | V 19–10   | 44,040   |
| 5                 | 14 ottobre   | Baltimore Colts        | S 14–36   | 80,132   |
| 6                 | 21 ottobre   | at St. Louis Cardinals | V 34–7    | 23,256   |
| 7                 | 28 ottobre   | at Pittsburgh Steelers | V 41–14   | 35,417   |
| 8                 | 4 novembre   | Philadelphia Eagles    | P 14–14   | 63,848   |
| 9                 | 11 novembre  | at Washington Redskins | S 9–17    | 48,169   |
| 10                | 18 novembre  | St. Louis Cardinals    | V 38–14   | 41,815   |
| 11                | 25 novembre  | Pittsburgh Steelers    | V 35–14   | 53,601   |
| 12                | 2 dicembre   | at Dallas Cowboys      | S 21–45   | 24,226   |
| 13                | 9 dicembre   | at New York Giants     | S 13–17   | 62,794   |
| 14                | 15 dicembre  | at San Francisco 49ers | V 13–10   | 35,274   |

## Classifiche
| NFL Eastern Conference |    |    |   |      |       |     |     |     |
|                        | V  | S  | P | %    | CONF  | PF  | PS  | STR |
| New York Giants        | 12 | 2  | 0 | .857 | 10–2  | 398 | 283 | V9  |
| Pittsburgh Steelers    | 9  | 5  | 0 | .643 | 8–4   | 312 | 363 | V3  |
| Cleveland Browns       | 7  | 6  | 1 | .538 | 6–5–1 | 291 | 257 | V1  |
| Washington Redskins    | 5  | 7  | 2 | .417 | 4–6–2 | 305 | 376 | S1  |
| Dallas Cowboys         | 5  | 8  | 1 | .385 | 4–7–1 | 398 | 402 | S2  |
| St. Louis Cardinals    | 4  | 9  | 1 | .308 | 4–7–1 | 287 | 361 | V2  |
| Philadelphia Eagles    | 3  | 10 | 1 | .231 | 3–8–1 | 282 | 356 | S2  |

Note: I pareggi non venivano conteggiati ai fini della classifica fino al 1972.